# Kirsten Rolffes
Kirsten Rolffes (* 20. September 1928 in Kopenhagen; † 10. April 2000 ebenda) war eine dänische Schauspielerin.

## Leben und Wirken
Kirsten Rolffes war die Tochter von Gustav Andersen (1892–1970) und Kamma Rolffes (1890–1958). Sie wuchs in Kopenhagen auf.
Von 1947 bis 1950 absolvierte Rolffes ihre Schauspielausbildung an der Eleveskole des Königlichen Theaters Kopenhagen, wo sie von 1950 bis 1963 und erneut von 1988 bis 1994 als festes Ensemblemitglied engagiert war. Sie stand im Laufe ihrer Karriere auch am Frederiksberg-Theater, am Aalborg-Theater, Folketeatret, Odense Teater, Aarhus Teater oder am Det Ny Teater als Darstellerin auf der Bühne.
Rolffes wirkte von 1951 bis 1997 in mehr als 80 dänischen Filmen und in einigen Fernsehproduktionen als Schauspielerin mit, darunter auch in der beliebten Serie Die Leute von Korsbaek und in der ersten dänischen Sitcom Een Store Familie (1982–1983). Ihre letzte Rolle spielte sie in der Serie Hospital der Geister unter der Regie von Lars von Trier. Rolffes erhielt mehrere Auszeichnungen, darunter einmal den Bodil als Beste Hauptdarstellerin. Ab 1990 war sie Trägerin des Dannebrogordens. 1992 wurde sie mit Henkel-Preis ausgezeichnet.
Kirsten Rolffes war von 1951 bis zu ihrem Tod mit Carlo Viggo Becker (13. Juni 1926–23. Mai 2000) verheiratet, mit dem sie vier Kinder hatte. Sie starb am 10. April 2000 im Alter von 71 Jahren an den Folgen einer langjährigen Brustkrebs-Erkrankung in Kopenhagen, wo sie zeitlebens gewohnt hatte. Ihre Grabstätte befindet sich auf dem Garnisons-Kirkegård.

## Filmografie (Auswahl)
- 1956: Qivitoq (Qivitoq – Fjeldgængeren)
- 1965: Die blauen Wellensittiche (De blå undulater)
- 1979: Laß uns zuerst tanzen (Skal vi danse først?)
- 1980: Die Leute von Korsbaek (Matador, Fernsehserie, 1 Folge)
- 1981: Gummitarzan (Gummi-Tarzan)
- 1983: Otto ist ein Nashorn (Otto er et næsehorn)
- 1984: Buster, der Zauberer (Busters verden)
- 1989: Tanzen mit Regitze (Dansen med Regitze)
- 1991: Der schöne Badetag (Den store Badedag)
- 1992: Sofie
- 1994–1997: Hospital der Geister (Riget, Fernsehserie, 8 Folgen)